# Frank Van Passel
Frank Van Passel (Vilvoorde, 23 juni 1964) is een Belgische regisseur, scenarist en filmproducent.

## Loopbaan
Van Passel regisseerde onder meer de langspeelfilms Manneken Pis, Villa des Roses, Het varken van Madonna en Foley Man en de televisiereeksen Terug naar Oosterdonk, De Smaak van De Keyser, Amateurs en Moresnet. Verder ook theaterstukken als Poes, Poes, Poes (co-regie met Peter Van den Eede) en Gisteren was het Geweldig.
Zijn films kregen internationale bekroningen, op het Filmfestival van Cannes won hij met Manneken Pis onder meer de Semaine de la Critique en de Prix Guillermo Del Toro. Hij won het Hollywood Film Festival met Villa des Roses. 
Hij is producent van onder meer de tv-reeksen Clan van Kaat Beels en Nathalie Basteyns en Tabula Rasa van Malin-Sarah Gozin en van langspeelfilms als Linkeroever en Dirty Mind van Pieter Van Hees, My Queen Karo van Dorothée Van Den Berghe, Vele Hemels boven de Zevende van Jan Matthys en Black van Adil El Arbi en Bilall Fallah.
Hij is mede-oprichter en was creatief directeur van Caviar, een productiehuis met vestigingen te Brussel, Londen, Parijs en Los Angeles. Vanaf 2018 werkt hij als freelance regisseur voor theater, tv en film.

## Films en series

### Als regisseur
- Foley Man (2025)
- Moresnet (2023)
- Renaissances (2021)
- Dag Sinterklaas (2019)
- Amateurs (2014)
- Het varken van Madonna (2011)
- De Smaak van De Keyser (2009)
- Villa des Roses (2001)
- Terug naar Oosterdonk (1997)
- Manneken Pis (1995)
- Poes Poes Poes
- Bex & Blanche
- Smeerlappen (1990)
- Ti amo (1989)
- De Geur van Regen (1988)

### Als producent
- Tabula Rasa
- Vele hemels boven de zevende
- Sprakeloos
- Patrouille Linkeroever
- Le Tout Nouveau Testament
- Black
- Paradise Trips
- Terug naar morgen
- Amateurs
- Clan
- My Queen Karo
- Bedankt & Merci
- Bo
- Dennis van Rita
- Koning van de Wereld
- De Laatste Zomer
- Linkeroever
- Dirty Mind
- De Smaak van De Keyser
- Anneliezen
- Smoorverliefd
- Silent Stories
- Dikke Vrienden